# پلوتوئید

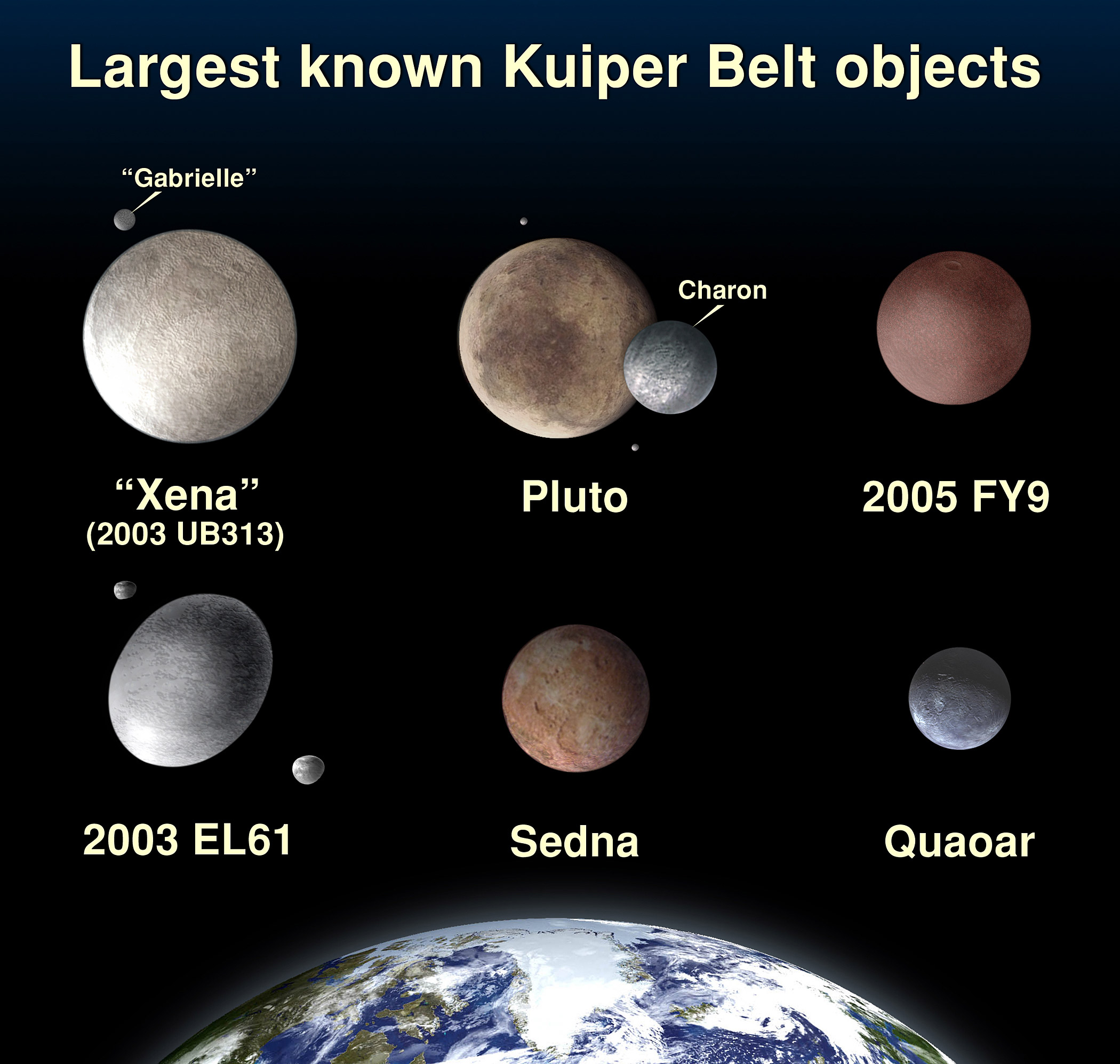
با تعریف یک سیاره کوتوله و یک جرم فرا نپتونی مطابقت داشته باشد، به طور خودکار یک پلوتوئید خواهد بود.

پلوتوئید (به انگلیسی: Plutoid) یا کوتولهٔ یخی یک سیارهٔ کوتولهٔ فرانپتونی برای مثال جرمی آسمانی است که دورتر از مدار نپتون به دور خورشید می‌گردد و به اندازهٔ کافی بزرگ است تا گرد شود.
کلمه پلوتوئید توسط گروه کاری نامگذاری اجرام کوچکِ اتحادیه بین‌المللی اخترشناسی به تصویب رسید، اما توسط گروه کاری نام‌گذاری سیستم سیاره‌ای رد شد. ستاره‌شناسان از کلمهٔ پلوتوئید زیاد استفاده نمی‌کنند، گرچه کلمهٔ کوتولهٔ یخی رایج است.
تصور می‌شود هزاران پلوتوئید در منظومه خورشیدی وجود داشته باشند گرچه از طرف اتحادیه بین‌المللی اخترشناسی فقط چهار تا از آن‌ها به‌طور رسمی مورد تأیید قرار گرفته‌اند.
اتحادیه بین‌المللی اخترشناسی در نتیجه‌گیری نشستی که در ۲۰۰۶ برای تعریف کلمهٔ سیاره برگزار شده بود این دسته‌بندی از اجرام آسمانی را ایجاد کرد. تعریف رسمی اتحادیه که در ۱۱ ژوئن ۲۰۰۸ اعلام شد این‌گونه است:
پلوتوئیدها اجرام آسمانی در مداری پیرامون خورشید در یک نیم‌قطر بزرگ بزرگتر از نپتون هستند که دارای جرم کافی برای غلبهٔ گرانش آن‌ها بر نیروهای اجرام سفت و سخت بوده بنابراین فرض می‌شود به تعادل هیدرواستاتیکی رسیده و کروی شکل هستند و پیرامون مدار آن‌ها از اجرام آسمانی دیگر پاکسازی نشده‌باشد. قمرهای پلوتوئیدها خودشان پلوتوئید نیستند.